# Велика Дайка

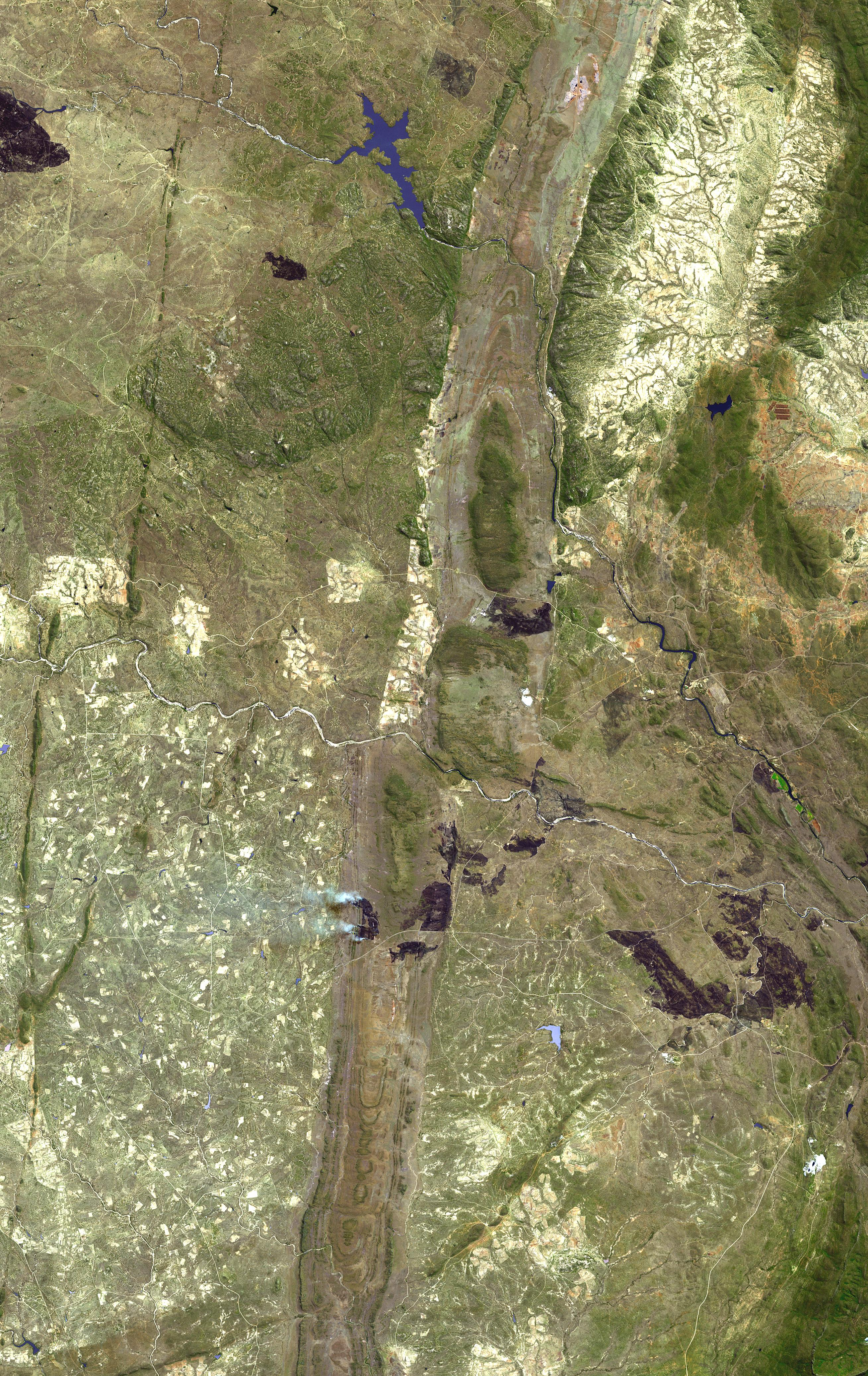
Велика Дайка - світлина з сателіта.

Велика Дайка — унікальний інтрузивний масив ультраосновних порід з найбільшими у світі запасами хромових руд. Розташований в Зімбабве. Основні центри видобутку — Шуругві, Ломагунді. Експлуатується з 1919 року.
| Північний край | 16°27′51″ пд. ш. 31°08′24″ сх. д. / 16.46417° пд. ш. 31.14000° сх. д. |
| Південний край | 20°50′22″ пд. ш. 29°39′04″ сх. д. / 20.83944° пд. ш. 29.65111° сх. д. |

## Характеристика
Протяжність — 560 км при потужності 3,2-12,3 км. За складом аналогічний Бушвелдському комплексу. Загальні запаси руд хрому оцінюються в 1 млрд т. Вміст Cr2O3 — 42-50%. Попутно вилучають Pt, Ni.

## Технологія розробки
Родовище розробляються відкритим і підземним способом. Річний видобуток в кінці XX століття — 580 тис. т руди.